# Karl von Specht
Karl Wilhelm Heinrich Theodor von Specht (* 1822 in Kassel; † 18. März 1899 ebenda) war ein deutscher Jurist. 

## Leben
Karl Wilhelm Heinrich Theodor war der Sohn von Jean Ludwig Bernhard von Specht (1791–1850) und Marie Therese Hupfeld (1833–1877). Nach Absolvierung des Studiums wurde er 1853 zum Obergerichtsassessor und 1863 zum Obergerichtsrat ernannt. Im Jahre 1867 wurde er als Rat an das Oberappellationsgericht Kassel berufen. Von 1875 bis 1879 sprach er am Preußischen Obertribunal Recht. Ab 1879 wirkte er bis zu seinem Eintritt in den Ruhestand 1890 als Rat am Reichsgericht, wo er dem I. Strafsenat angehörte. Von Specht starb 1899 76-jährig in seiner Geburtsstadt Kassel. 